# 馬納欽
49°32′22″N 26°21′33″E / 49.53944°N 26.35917°E

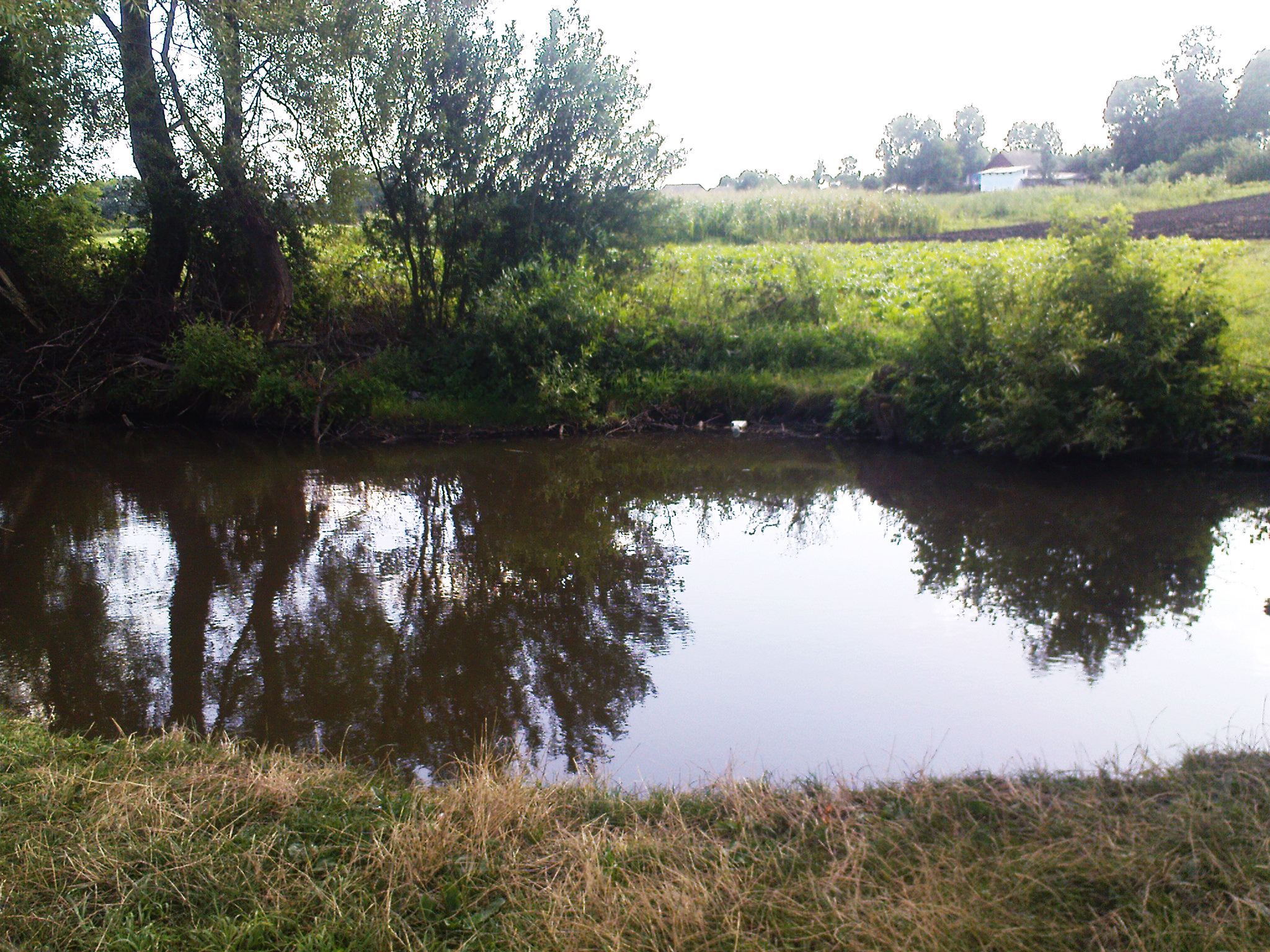

馬納欽（烏克蘭語：Маначин）是位於烏克蘭西部的村莊，由赫梅利尼茨基州裡赫梅利尼茨基區的沃洛奇斯克市鎮負責管轄。該村面積3.37平方公里，海拔高度286米，2001年該城鎮人口780。